# Bède de Saint-Pétersbourg
Le Bède de Saint-Pétersbourg, anciennement appelé Bède de Leningrad, est un manuscrit enluminé anglo-saxon daté de 746, typique de l'art hiberno-saxon. Il contient une version presque contemporaine de l'Histoire ecclésiastique du peuple anglais, une chronique du moine northumbrien Bède le Vénérable. 

## Historique
Le colophon du manuscrit se trouvait probablement à la fin du livre, mais la dernière page a disparu et ne permet pas de connaître sa datation précise. Cependant, des annotations marginales contemporaines de la copie du texte indiquent un nombre d'années passées (f.159), ce qui semble indiquer que l'ouvrage a été copié vers 746,. L'analyse paléographique suggère qu'il provient du scriptorium de l'abbaye de Wearmouth-Jarrow, en Northumbrie, qui est le monastère de Bède le Vénérable, l'auteur du texte. Contrairement à ce que ferait penser une mention postérieure au folio 161, il n'est cependant pas le copiste, car il est mort en 736.
Le manuscrit est en possession d'Achille III de Harlay, président du Parlement de Paris au XVIIIe siècle, la reliure de l'ouvrage conservant ses armes et son monogramme. Il entre ensuite dans la bibliothèque de l'abbaye de Saint-Germain-des-Prés avec plusieurs de ses livres en 1755 ou 1762. Le diplomate russe Piotr Doubrovski en fait l'acquisition en 1791, durant la Révolution française, alors qu'il est en poste à Paris. Il en fait don à la bibliothèque publique de Saint-Pétersbourg en 1803. Il est conservé depuis à la Bibliothèque nationale russe (lat. Q. v. I. 18),.

## Description

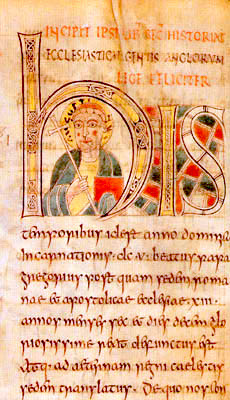
H historié représentant Grégoire le Grand, la plus ancienne lettrine historiée de l'art occidental, f.26v.

Le manuscrit contient 161 folios répartis en 20 cahiers et trois feuillets. Il est écrit en minuscule hiberno-saxonne pointue et contient une des versions les plus anciennes du texte de Bède le Vénérable, après le Bède de Moore, daté lui de 737. 
Chaque début de livre commence par une lettrine. Au folio 1, on trouve une grande lettre G tracée au minium et par une série de points. Au folio 3 verso, est représenté le mot « la » commençant par un grand B décoré d'entrelacs et de ramages, avec des couleurs orange et rose. On peut y voir une influence de l'art provenant de la Méditerranée orientale. À l'inverse, les dernières lettrines historiées (A au livre III, f.48, A au livre IV et S au livre V), sont très abîmées et il s'agit probablement d'ajouts postérieurs,.
Le H du folio 26 verso, au début du livre II, contient une représentation d'un personnage figuré à mi-corps, la tête auréolée, portant un livre dans une main drapée et tenant une croix dans l'autre. Son style rappelle d'autres œuvres northumbriennes, comme l'évangéliaire de Lindisfarne ou la châsse de saint Cuthbert. Le livre II évoquant la personne de Grégoire le Grand, il s'agit probablement d'un portrait de ce pape, bien qu'une main postérieure ait écrit le nom d'Augustin dans l'auréole. La lettre elle-même est décorée de bleu et de rose, de même que les deux lettrines suivantes, I et S. La raison pour laquelle l'artiste a introduit cette innovation est difficile à déterminer. Selon Jonathan Alexander, cela peut s'expliquer par l'originalité du texte qui n'est ni un évangile, ni un psautier, mais une chronique. L'artiste a pris l'initiative d'illustrer son texte par la représentation d'un personnage. Il pourrait avoir tiré cette iconographie d'un manuscrit d'une autre histoire du monde, de telles représentations se retrouvant par exemple à cette époque sur le coffret d'Auzon attestant de la présence de ce type d'ouvrage en Northumbrie. Elle constitue la plus ancienne lettrine historiée de l'illustration européenne,.